# Eunidia varicornis
Eunidia varicornis là một loài bọ cánh cứng trong họ Cerambycidae.